# Tibor Gallai
Tibor Gallai (Budapest, 15 luglio 1912 – Budapest, 2 gennaio 1992) è stato un matematico ungherese.
Lavorò alla teoria dei grafi e collaborò con Paul Erdős.  Studiò con Dénes König e fu insegnante di László Lovász. 